# Die sieben Schwarten
Die sieben Schwarten (neapolitanisches Original: Le sette catenelle) ist ein Märchen (AaTh 501). Es steht in Giambattista Basiles Sammlung Pentameron als vierte Erzählung des vierten Tages (IV,4).

## Inhalt
Eine Bettlerin verprügelt ihre Tochter, weil sie die sieben Speckschwarten aus der Suppe genascht und dafür eine Schuhsohle hineingeschnitten hat. Einem reichen Kaufmann, der das Geschrei hört, erzählt sie, sie müsse ihre Tochter abhalten, sich zu überarbeiten, sie habe morgens schon sieben Spulen gesponnen. Da heiratet er sie. Er meint Wunder, sie werde 20 Bündel Flachs spinnen, während er zur Messe reist. Die Faule frisst sich voll und wickelt vor seiner Rückkehr das Bündel einfach um eine große Stange, die sie vors Haus bindet. Ein paar Feen freut das so, dass aller Flachs gesponnen, zu Tuch gewebt und gebleicht ist. Als der Mann heimkommt, bettet sie sich auf Nüsse, dass es klingt, als brächen alle Knochen. Der herbeigerufene Arzt durchschaut sie, doch ihr Mann lässt sie nie mehr arbeiten.

## Bemerkungen
Die Spinnerin lässt die Riesenspindel am Terrassengeländer zu Boden hängen, steckt einen Kürbis auf und bespritzt Passanten mit Makkaronibrühe. Das spielt laut Rudolf Schenda auf einen Faschingsbrauch an. Zu den Feen, hier Randmotiv, vgl. die Moiren. Schenda nennt noch italienische Varianten, u. a. La ragazza golosa in Busks The Folk-Lore of Rome, 1874 und La Ghiuttana in Pitrès Fiabe, Novelle e Racconti popolari siciliane, Nr. 93. Das Märchen erschien auf Deutsch zuerst in Kletkes Märchensaal von 1845 als Nr. 14 Die sieben Speckschwarten. Laut Walter Scherf gibt es zu dieser lustigen Parodie auf Faulheit, Fresssucht und Habsucht kaum Literatur, nur die Grimm‘sche Inhaltsangabe. Vgl. bei Grimm Die drei Spinnerinnen, Rumpelstilzchen, Das kluge Gretel, Die faule Spinnerin. Vgl. in Georgios Sarantis-Aridas’ Griechische Märchen Nr. 1 Die Faulenzerin.